# Nériglissar
Nériglissar (Nergal-šarra-uṣur, « Ô Nergal, protège le Roi ») fut un roi de Babylone de 560 à 556 av. J.-C., durant la période de l'empire néo-babylonien.

## Un haut dignitaire araméen
Selon ce qui est communément accepté par les historiens, Nériglissar est le fils de Bel-shum-ishkun, et les deux apparaissent dans l'« Almanach de la cour » (Höfkalender), une inscription du roi Nabuchodonosor II datée de 598 av. J.-C. donnant le nom des principaux dignitaires du royaume. Bel-shum-ishkun y est présenté comme le chef de la tribu araméenne des Puqudu. Cela indique qu'ils ne sont pas d'extraction babylonienne, mais font partie de l'élite araméenne, qui occupe une place importante dans l'empire de Nabuchodonosor,,. 
Nériglissar y apparaît quant à lui comme le haut dignitaire portant le titre de simmagir, dont la fonction nous échappe, en dehors du fait qu'elle le place à la tête d'une province du sud-est de la Babylonie, la « Maison du simmagir » (bīt simmagir). Par suite on suppose que Nériglissar est aussi le simmagir mentionné dans le Livre de Jérémie parmi les généraux chargés par Nabuchodonosor d'assiéger Jérusalem,,.
Bérose, prêtre babylonien écrivant en grec une histoire de son pays au IVe siècle av. J.-C. indique que Nériglissar est le gendre de Nabuchodonosor. Cette information est jugée crédible par les historiens, car Bérose devait disposer de sources cunéiformes sur ce point aujourd'hui disparues, et que cette union serait cohérente du point de vue politique en renforçant les liens entre le souverain et une des plus puissantes familles de son royaume. L'identité de la princesse qu'il a épousé n'est pas connue avec certitude. P.-A. Beaulieu a proposé qu'il s'agisse de celle nommée Kashshaya, connue par les sources cunéiformes,.
Les sources cunéiformes indiquent également que Nériglissar est un personnage riche, qui dispose d'importants domaines en Babylonie du nord. Il apparaît dans des textes de la famille des descendants d'Egibi, des entrepreneurs de Babylone qui sont à son service : le chef de famille, Nabû-ahhe-iddina, lui sert notamment de scribe et participe à la gestion de son domaine et conduit des négociations lorsqu'il souhaite acquérir une maison à Babylone. Il traite pour cela avec plusieurs de ses subordonnés, comme son majordome Bel-shuzibanni et Nabû-sabit-qate qui devient par la suite le majordome du prince héritier Labashi-Marduk. Les Egibi restent à son service durant son règne et lui doivent sans doute une bonne part de leur ascension sociale.

## Règne
Lorsque Nabuchodonosor II meurt en 562, il est remplacé par son fils Amel-Marduk. Bérose rapporte que ce dernier est un mauvais roi, ce provoque son renversement et son assassinat en août 560. C'est son beau-frère Nériglissar, l'un des personnages les plus en vue de la cour, qui est le probable instigateur de la révolte et qui est sans doute jugé par les conjurés comme le plus apte à monter sur le trône en raison de son expérience,,.
Nériglissar, qui prend le pouvoir alors qu'il a déjà une longue carrière derrière lui, règne environ trois ans, au moins jusqu'en avril 556. Une liste royale mise au jour à Uruk lui attribue une durée de règne précise de trois ans et huit mois.
Son court règne est peu documenté, mais il a tout de même laissé quelques inscriptions royale. Des briques à son nom ont été mises au jour à Babylone, notamment dans le secteur palatial et le pont sur l'Euphrate, indiquant que Nériglissar y a entrepris des travaux. Cinq ou six cylindres portant ses inscriptions sont connus (un étant trop fragmentaire pour lui être attribué avec certitude), qui font essentiellement référence à des travaux à Babylone, dans l'Esagil, le grand temple du dieu Marduk, le palais royal et le canal oriental (Libil-hegalla), et peut-être à des travaux sur la ziggurat du dieu-soleil Shamash à Sippar. Des inscriptions de Nabonide font référence à des travaux qu'il a entrepris à Borsippa dans le grand temple local, l'Ezida de Nabû, et à Sippar d'Annunitum (Tell ed-Der),. 

« À cette époque, j’accordai une attention respectueuse au dieu Marduk, le dieu qui crée la sagesse, dont les paroles sont suprêmes parmi les dieux Igīgū, dont la seigneurie est la plus remarquable parmi les dieux Anunnakū. (Quant à la section du) mur d'enceinte de l'Esagil qui fait face au nord, (une zone) dans laquelle résident les prêtres- ramku (et) kiništu de l'Esagil, dont un ancien roi avait posé les fondations mais dont il n'avait pas élevé la superstructure, qui était devenue progressivement plus basse à cause du terrassement, et dont les murs étaient devenus faibles, sa construction n'était plus stable, (et) son (ses) montant(s) de porte n'étaient plus sécurisés. 
Afin de garder pures les offrandes-bursaggû, d'organiser les rites de purification, de garder pures les offrandes-taklīmu pour le Seigneur très grand, le dieu Marduk, pour administrer correctement les offrandes-sattukku, (et) empêcher les actes d'omission et les erreurs de culte, j'examinai (et) j'inspectai sa fondation d'origine et (ensuite) je sécurisai ses (nouvelles) fondations sur ses fondations d'origine. J'élevai son sommet, le rendant aussi haut qu'une montagne. Je sécurisai son (ses) montant(s) de porte et installai des portes dans son (ses) portail(s). Je l'entourai d'une base solide en bitume et en briques cuites. 
Ô Marduk, Seigneur très grand, souverain éminent, de poids, très fier, lumière des dieux ses pères, regarde joyeusement l'ouvrage précieux de mes mains et fais-moi présent d'une vie de longs jours, de satiété de très grand âge, de stabilité du trône et de longue durée de règne; à ton ordre ferme qui est invariable, que moi, Nériglissar, je sois à perpétuité un roi pourvoyeur, qui recherche tes places ! »

— Inscription de Nériglissar commémorant des travaux dans l'Esagil, le temple de Marduk à Babylone,.
Ses inscriptions font plusieurs fois référence à son père Bel-shum-ishkun, qu'il présente comme un « prince » (rubû), référence à son statut de chef tribal. Nériglissar n'a pas besoin de masquer son statut d'usurpateur et de s'appuyer sur la légitimité dynastique pour régner, puisque les rois néo-babyloniens qui l'ont précédé (une dynastie d'émergence récente) invoquent surtout l'élection divine et mettent en exergue leur piété (plutôt que leurs qualités martiales). Il reprend donc ce principe et se présente comme l'élu des grands dieux Marduk et Nabû, qui l'ont choisi et lui ont octroyé les insignes de la royauté, lui ont confié la mission de protéger le royaume, de le faire prospérer et d'y assurer la bonne marche du culte divin. Il ne fait pas expressément référence aux rois qui l'ont précédé : ses inscriptions de construction se contentent d'évoquer un « roi précédent » dont il poursuit l’œuvre, sans le nommer.
Une inscription fragmentaire mentionne une campagne militaire dans une zone montagneuse non identifiée. L'existence d'une activité militaire durant son règne est corroborée par une chronique fragmentaire évoquant de manière assez détaillée (ce qui est inhabituel pour ce type de sources, généralement concises) pour sa troisième année de règne (557) une campagne en Syrie du nord et en Cilicie où il prend et ravage plusieurs cités, contre le roi Appuashu de Pirindu, qu'il défait sans toutefois parvenir à le capturer. Le texte évoque notamment une expédition navale contre une ville située sur une île,.

« La 3e année, (...), Appuashu, roi de Pirindu, rassembla ses troupes nombreuses et se mit en route vers la Transeuphratène pour piller et saccager. Nériglissar rassembla ses troupes et marcha sur Hume à sa rencontre. Avant son (arrivée), Appuashu plaça en embuscade dans un défilé les troupes et les estafettes à cheval qu'il avait réunies. Nériglissar les rejoignit et les défit. Il décima la grande armée, captura ses troupes et ses chevaux en nombre. Il poursuivit Appuashu sur une distance de quinze doubles lieues, à travers des montagnes difficiles où les hommes doivent marcher l'un derrière l'autre, jusqu'à Ura sa ville royale ; il ne mit pas la main sur lui (mais) il prit Ura et la spolia. Après une marche sur une distance de six double lieues, dans une montagne puissante, à travers des passes difficiles, depuis Ura jusqu'à Kirshi, la ville royale de ses ancêtres, il prit Kirshi, la puissante cité, la ville de sa royauté. Il incendia son enceinte, son palais, et jeta au feu ses habitants. À l'aide de bateaux, il prit Pitusu, un pays qui est au milieu de l'Océan, et les six mille soldats, combattants stationnés dans la ville. Il détruisit la ville et fit prisonniers ses habitants. La même année il embrasa (le pays) depuis le passage de Sallunê jusqu'à la frontière de Lydie. Appuashu s'enfuit sans qu'il mît la main sur lui. Au mois d'Addar, le roi d'Akkad (Nériglissar) retourna dans son pays. »

— Chronique de Nériglissar.
Les archives cunéiformes datées de son règne consistent en environ 250 textes de nature privée et administrative, provenant de Sippar, de Babylone, de Borsippa et d'Uruk, qui contiennent peu d'informations sur les affaires politiques. Le document le plus intéressant est un contrat provenant de Borsippa relatif au mariage d'une fille du roi, nommée Gilgitum, avec l'administrateur (šatammu) de l'Ezida de Borsippa, Nabû-shum-ishkun, donc l'un des membres les plus éminents de l'élite du royaume liée aux temples. Ce mariage a manifestement des implications politiques,.

## Mort et succession
Nériglissar meurt en 556, vers la fin avril. Son fils Labashi-Marduk lui succède, alors qu'il est selon les quelques sources le concernant encore un enfant, voire qu'il ne présenterait pas les qualités nécessaires pour régner. Il est renversé par une conjuration qui porte au pouvoir un haut dignitaire d'un âge avancé, Nabonide,,.